# Stenopelmatus nigrocapitatus
Stenopelmatus nigrocapitatus là một loài côn trùng thuộc họ Stenopelmatidae. Đây là loài đặc hữu của Hoa Kỳ.